# Tor Åge Bringsværd
Tor Åge Bringsværd (16. listopadu 1939 Skien – 4. srpna 2025) byl norský spisovatel, dramatik a překladatel. Společně se svým dlouholetým partnerem Jonem Bingem byl považován za prvního norského spisovatele sci-fi.